# Torymus arcadius
Torymus arcadius är en stekelart som beskrevs av Graham och Gijswijt 1998. Torymus arcadius ingår i släktet Torymus och familjen gallglanssteklar.
Artens utbredningsområde är Grekland. Inga underarter finns listade i Catalogue of Life.